# Christian Goiny
Christian Goiny (* 28. April 1965 in Berlin) ist ein Berliner Politiker (CDU). Er ist Mitglied des Abgeordnetenhauses und medienpolitischer Sprecher.

## Leben und Studium
Goiny wuchs in Berlin auf. 1984 legte er sein Abitur ab. 1993 schloss er sein rechtswissenschaftliches Studium an der FU Berlin ab. Ab 1999 arbeitete er als Rechtsanwalt, zwischen 2002 und 2005 in der Geschäftsführung der bpi-GmbH. Seit 2006 ist Goiny Geschäftsführer der Kommunal-Verlag GmbH. Christian Goiny ist ledig.

## Partei
Christian Goiny ist Mitglied der CDU-Fraktion und war von 1985 bis 1991 Kreisvorsitzender der Jungen Union Steglitz. Seit 2002 ist er Vorsitzender des CDU-Ortsverbandes Lichterfelde, von 1999 bis 2007 war er Mitglied im Landesvorstand. Von 1985 bis 1989 war er Bürgerdeputierter in der BVV Steglitz (Volksbildungsausschuss). 1989 bis 2001 Mitglied der BVV Steglitz und Steglitz-Zehlendorf (Unterbrechung Juli bis Nov. 1995). 1995 bis 2001 Vorsitzender der CDU-Fraktion in der BVV Steglitz-Zehlendorf.
Goiny war Mitglied des Abgeordnetenhauses von Berlin Juli bis November 1995 und ist es wieder seit Oktober 2006. Er ist Mitglied im Hauptausschuss, im Ausschuss für Wissenschaft und Forschung und im Ausschuss für Europa- und Bundesangelegenheiten, Medien, Berlin-Brandenburg. Hier ist er medienpolitischer Sprecher.
Auf Vorschlag der CDU-Fraktion wurde Christian Goiny als Nachfolger von Friedbert Pflüger vom Abgeordnetenhaus für die Amtsperiode 2011/12 in den Rundfunkrat des rbb gewählt.

## Wahlen
Goiny war von Juli bis November 1995 Mitglied des Abgeordnetenhauses von Berlin und ist seit 2006 wieder dort vertreten. In seinem Wahlkreis Steglitz-Zehlendorf 3 wurde er 2006, 2011, 2016, 2021 und 2023 direkt gewählt. Bereits 2001 hatte er dort kandidiert, erreichte damals jedoch nicht die Mehrheit.